# Johann von Wylich
Johann von Wylich (* um 1600; † unbekannt) war Domherr in Münster.

## Leben

### Herkunft und Familie
Johann von Wylich entstammte dem aus der Grafschaft Kleve kommenden Adelsgeschlecht Wylich und Lottum und war der Sohn des Johann von Wylich zu Bernsaw († 1627) und dessen Gemahlin Sebastiana von Brempt († 1649). Seine Schwester Maria Elisabeth war mit Matthias von Nesselrode-Ehreshoven verheiratet. Deren Söhne Johann Matthias, Johann Bertram, Johann Sigismund, Johann Wilhelm und Johann Salentin waren Domherren in Münster.

### Wirken
Im Jahre 1623 kam Johann in den Besitz einer münsterschen Dompräbende. Er studierte Jura und legte am 27. Mai 1627 das Studienzeugnis der Universität Bourges vor. Die Emanzipation fiel auf den 10. Juli 1627. Am 19. März 1630 optierte er die Kurie des verstorbenen Domherrn Ludolf Jobst von Schorlemer. Johann verzichtete am 1. Oktober 1637 auf seine Pfründe und heiratete NN. Von Elverfeldt (Witwe von Blankart).